# Ulf Johansson
Ulf Johansson   (Tibro, 26 de maig de 1967) és un biatleta suec, ja retirat, que va competir durant les dècades de 1980 i 1990.
El 1992 va prendre part en els Jocs Olímpics d'Hivern d'Albertville, on disputà tres proves del programa de biatló. Guanyà la medalla de bronze en el relleu 4x7,5 quilòmetres formant equip amb Leif Andersson, Tord Wiksten i Mikael Löfgren; mentre en les proves d'esprint i 20 quilòmetres finalitzà més enllà de la desena posició. Dos anys més tard, als Jocs de Lillehammer, tornà a disputar les mateixes proves del programa de biatló. En totes elles finalitzà més enllà de la desena posició.